# Metrodoro de Lámpsaco (el viejo)
Metrodoro de Lámpsaco (el viejo) fue un filósofo griego presocrático del siglo V a. C. que murió en 464 a. C.
Nació en Lámpsaco, ciudad griega de la orilla oriental del Helesponto. Fue contemporáneo y amigo de Anaxágoras. Escribió y comentó sobre Homero. El principal rasgo de su sistema de interpretación de los escritos de Homero era que las deidades y las historias de este debían interpretarse como modos alegóricos de representar los poderes físicos y los fenómenos.
Esta es también la opinión de Benito Jerónimo Feijoo, en su Teatro crítico universal: 

Metrodoro Lampsaceno, sin la mayor perplejidad, afirma que todos los héroes de que en la Ilíada hace mención Homero, Agamenón, Aquiles, Héctor, Paris, Eneas,son personajes ficticios que no existieron jamás.
Benito Jerónimo Feijoo,Teatro crítico universal,Diversidad de opiniones sobre muchos hechos famosos,libro IV,discurso X,41

Metrodoro es mencionado en el Ion de los diálogos de Platón.